# Fajka (znak wyboru)
Fajka (też ptaszek, haczyk lub parafka) – symbol zaznaczenia wyboru, służący również do wskazania pojęcia „tak”, „tak, co zostało potwierdzone/sprawdzone” lub „tak, to jest poprawna odpowiedź”. Zamiennie może być w tym celu używany znak „x” (iks).
Potoczne stwierdzenie „odfajkować” lub też „odhaczyć” oznacza dodanie takiego znaku np. na liście rzeczy do zrobienia.
W niektórych krajach europejskich (np. Finlandia i Szwecja) oraz w Japonii znak fajki może być używany jako symbol błędu i oznacza „nie” zamiast „tak”. W Japonii symbol o wyglądzie okręgu (○), znany także jako „丸 印” marujirushi, jest używany zamiast fajki na oznaczenie „tak”. Tego symbolu używa się również w Korei i Chinach.
Fajka w tęczowych kolorach była używana także jako logo Amigi, kiedy ta marka należała do firmy Commodore (1985–1994).
|  |

## Użycie Unicode
Unicode zawiera kilka symboli związanych z fajką/znakiem wyboru, w tym:
| Znak | Unicode | Kod HTML              | Kod LaTeX      | Nazwa unikodowa        | Nazwa polska                                |
| ---- | ------- | --------------------- | -------------- | ---------------------- | ------------------------------------------- |
| ✓    | U+2713  | &#x2713; lub &#10003; | \Checkmark     | CHECK MARK             | Znak wyboru (fajka)                         |
| ✔    | U+2714  | &#x2714; lub &#10004; | \CheckmarkBold | HEAVY CHECK MARK       | Wytłuszczony znak wyboru (pogrubiona fajka) |
| ☐    | U+2610  | &#x2610; lub &#9744;  | \Square        | BALLOT BOX             | Pole wyboru                                 |
| ☑    | U+2611  | &#x2611; lub &#9745;  | \CheckedBox    | BALLOT BOX WITH CHECK  | Zaznaczone pole wyboru (pole z fajką)       |
| ✅   | U+2705  | &#x2705; lub &#9989;  | \faCheckSquare | WHITE HEAVY CHECK MARK | Biały wytłuszczony znak wyboru              |